# Marina de Tunísia
La Marina de Tunísia és la part de les Forces Armades de Tunísia que operen a la mar. La marina disposa de quatre mil cinc-cents soldats en servei. Estan equipats amb material lleuger i amb vint-i-un vaixells patrullers i altres llanxes.

## Història
El 1956 el Protectorat francès de Tunísia es va independitzar de França. L'Armada tunisiana va ser fundada el 1958. La història de l'Armada tunisiana enfonsa les seves arrels en la història de la flota cartaginesa, les seves principals missions són la sobirania i la defensa dels interessos nacionals; la seguretat i la protecció marítimes; salvaguardar les persones i els seus béns; la protecció del medi ambient natural, els recursos i el patrimoni marí.

## Bases navals
L'Armada Nacional de Tunísia té quatre bases navals principals: Bizerta, Kélibia, Sfax i La Goleta. Aquestes bases tenen la missió d'albergar les embarcacions tunisines i brindar-los suport. A més d'aquestes bases, hi ha diverses instal·lacions repartides per tot el territori nacional.

## Comandos navals
Els comandos de l'Armada Nacional de Tunísia són combatents d'infanteria de marina formats, entrenats i equipats per dur a terme unes operacions molt específiques. Inclouen dos regiments operatius, el 51è i el 52è, i una unitat d'operacions especials anomenada Grup de Treball Marítim d'Operacions Especials (GTMOE).

## Vaixells
El 2020, els seus vaixells més grans eren quatre patrullers oceánics MSOPV 1400 de 72 metres d'eslora, dissenyats pel grup holandès Damen. Aquests vaixells van ser fabricats a la drassana naval de Galați, a Romania.